# Hadropenaeus
Hadropenaeus is een geslacht van kreeftachtigen uit de klasse van de Malacostraca (hogere kreeftachtigen).

## Soorten
- Hadropenaeus affinis (Bouvier, 1906)
- Hadropenaeus lucasii (Spence Bate, 1881)
- Hadropenaeus modestus (Smith, 1885)
- Hadropenaeus spinicaudatus Liu & Zhong, 1983